# Ilsa Konrads
Ilsa Konrads (in lettone  Ilze Konrade; Riga, 29 marzo 1944) è un'ex nuotatrice australiana di origine lettone, specializzata nello stile libero.
Fu medaglia d'argento nella staffetta 4x100 m sl alle Olimpiadi di Roma 1960.

## Biografia
Nata in Lettonia e vissuta fino a 5 anni in un campo profughi nella Germania alleata, crebbe in Australia, dove i genitori avevano ottenuto un visto d'immigrazione, dal 1949. Anche il fratello John fu un nuotatore.
È una dei Membri dell'International Swimming Hall of Fame.
È stata primatista mondiale sulle distanze dei 400 m, 800 m e 1500 m sl e della staffetta 4x100 m sl.

## Palmarès
- Olimpiadi

Roma 1960: argento nella staffetta 4x100 m sl.
- Giochi dell'Impero e del Commonwealth Britannico

1958 - Cardiff: oro nei 440 yd sl.
1962 - Perth: argento nei 440 yd sl.